# The Darkness
A The Darkness angol hard rock/glam metal együttes. Az együttest Justin és Dan Hawkins testvérek alapították 2000-ben, a Suffolk-i Lowestoft-ben. 2006-ban feloszlottak, de 2011-ben újraalakultak. Első nagylemezüket 2003-ban adták ki. A tagok új zenekarokat alapítottak, Stone Gods illetve Hot Leg neveken. 2015-ben Magyarországon is koncerteztek, a Dürer Kertben. Jellemző dalaikra a humor is. Az együttest gyakran tartják vicc-együttesnek. Énekesük, Justin Hawkins jellegzetessége, hogy magas falsetto énekstílust használ.

## Tagok
Jelenlegi felállás
- Justin Hawkins – ének, ritmusgitár, gitár, billentyűk (2000-2006, 2011-)
- Dan Hawkins – gitár, ritmusgitár, vokál (2000-2006, 2011-)
- Frankie Poullain – basszusgitár, vokál (2000-2005, 2011-)
- Rufus Tiger Taylor – dob, ütős hangszerek (2015-)

Korábbi tagok
- Ed Graham – dob, ütős hangszerek (2000-2006, 2011-2014)
- Chris McDougall – gitár (2000)
- Richie Edwards – basszusgitár, ének (2005-2006)
- Emily Dolan Davies – dob (2014-2015)

## Diszkográfia
Stúdióalbumok
- Permission to Land (2003)
- One Way Ticket to Hell...and Back (2005)
- Hot Cakes (2012)
- Last of Our Kind (2015)
- Pinewood Smile (2017)
- Easter is Cancelled (2019)
- Motorheart (2021)
- Dreams on Toast (2025)[5]